# Emilia (cantante)
Emilia, pseudonimo di Hanna Emilia Rydberg Mitiku (Stoccolma, 5 gennaio 1978), è una cantante svedese.
È figlia del musicista jazz Thesome Mitiku, nato nel 1949 in Etiopia.

## Biografia
Ha frequentato la scuola di musica Adolf Fredriks musikklasser a Stoccolma e durante gli anni del liceo, trascorsi allo Stockholms musikgymnasium, è stata cantante in un gruppo acid jazz.
È stata scoperta nel 1996 dal produttore discografico Lars Anderson, figlio di Stig Anderson, manager degli ABBA, con cui ha scritto tutte le canzoni del suo primo album. Ha debuttato nel 1998 con il singolo Big Big World, una ballata che raggiunse i vertici delle classifiche di gran parte dei paesi europei. Solo due settimane prima dell’uscita del singolo studiava ancora storia economica all’università e lavorava nel fine settimana in un negozio d’abbigliamento.
Nel 1999 ha vinto due premi musicali Rockbjörnar in due categorie diverse, distinguendosi come prima donna a riuscirvi.
L’etichetta Universal ha pubblicato il suo primo album, che porta lo stesso titolo del singolo di debutto, Big Big World.
Il 16 gennaio 2001 ha partecipato al gala Artisti contro i nazisti a Stoccolma, esibendosi con la canzone This Land is Your Land. Dato che il secondo album non ha riscosso lo stesso successo del primo, ha accantonato la carriera musicale. In seguito ha vissuto a Berlino per diversi anni, dove ha studiato tedesco ed è diventata presentatrice di un programma d’intrattenimento.
Il 31 ottobre 2001 il programma televisivo Beatlab su TV 4 ha parlato della sua carriera. Tra il 15 dicembre 2001 e il 31 marzo 2002 ha condotto Hits for Kids su TV 3. In quell’occasione ha conosciuto i danesi Jesper Wennick e Anders Haarder che in seguito hanno prodotto il suo terzo album.
Nel 2007, dopo sette anni di silenzio, è tornata alla musica con l'album Små ord av kärlek, trascinato dai singoli Var Minut e En Sång Om Kärleken. Ancora due anni dopo, nel 2009, è uscito un nuovo album in lingua inglese, intitolato My World. Lo stesso anno partecipa al Melodifestivalen tenutosi per la prima volta a Göteborg, con la canzone You’re My World, scritta in collaborazione con Figge Boström. La descrive come “un inno a coloro che amiamo e al calore che ci danno”. Ha avuto accesso alla finale al Globen il 14 marzo 2009, posizionandosi nona.
In occasione della trentunesima edizione della Musikmesse tedesca e PRG LEA Live Entertainment, riceve il premio in qualità di "Best Female Voice" 2011, consegnato dall'artista italo-americano Veronica Vitale.
Inoltre, ha collaborato come artista in programmi televisivi come Sommarkrysset, Doobidoo, Faddergalan, Bingolotto e Så ska det låta.
Ha anche duettato e scritto canzoni per altri artisti, tra cui, nel 2008, Since I Found It All per l’album Sound of Romance di Towe Jaarneks, Remedy per l’album Hero di Charlotte Perrellis e Totally Adicted per l’album Good Enough di Olas.
Ha anche cantato come corista nel pezzo Everybody di DJ Bobos.
Nel 2012 ha firmato un contratto con la Warner Bros., per la quale ha inciso - come Emilia Mitiku - il suo quinto album I Belong to You, prodotto e scritto in collaborazione con Anders Hansson e Sharon Vaughn.

## Vita privata
È sposata con Lars Erik Anton Reveny e vive a Stoccolma con il marito e il figlio.

## Discografia

### Album
- 1998 - Big Big World
- 2000 - Emilia
- 2007 - Små ord av kärlek
- 2009 - My World
- 2013 - I Belong to You

### Singoli
- 1998 - Big Big World
- 1999 - Good Sign
- 1999 - Twist of Fate
- 2000 - Sorry I'm In Love
- 2001 - Kiss By Kiss
- 2006 - Var minut
- 2007 - En sång om kärleken
- 2009 - You're My World
- 2012 - Lost Inside
- 2012 - So Wonderful
- 2013 - You're Not Right for Me
- 2013 - You're Breaking My Heart